# Hyperaspidius arcuatus
Hyperaspidius arcuatus är en skalbaggsart som först beskrevs av Leconte 1852.  Hyperaspidius arcuatus ingår i släktet Hyperaspidius och familjen nyckelpigor. Inga underarter finns listade i Catalogue of Life.